# Ноля (приток Уржумки)
Ноля́ — река в России, протекает в Марий Эл. Устье реки находится в 69 км по левому берегу реки Уржумки. Длина реки — 43 км, площадь водосборного бассейна — 449 км².

## Течение
Река вытекает из небольшой запруды в 3 км к северу от села Ильпанур, русло реки выше запруды обозначено на картах как пересохшее. Генеральное направление течения — восток, долина реки плотно заселена. Река протекает крупные сёла Параньгинского района Ильпанур и Алашайка, затем втекает в Мари-Турекский район, где протекает двумя километрами южнее райцентра, села Мари-Турек. В Мари-Турекском районе на реке стоят сёла и деревни Андреевский, Мари-Нолендур, Мари-Возармаш, Починок по речке Ноля, Петровское, Елка, Тат-Шолкер, Мари-Шолкер, Яхино, Елымбаево, Большие Ноли, Нартас, Токпаево, Александровский. Река впадает в Уржумку в селе Мари-Билямор. Высота устья — 84,7 м над уровнем моря.

## Притоки
- 9,8 км: река Куптинка (длина 16 км, левый), в водном реестре — река без названия
- 15 км: река Китнинка (длина 14 км, левый), в водном реестре — река без названия
- 18 км: река Туречка (длина 10 км, левый), в водном реестре — река без названия
- река Возармашка (правый)
- река Вьюнка (правый)
- река Ирсерма (правый)
- 30 км: река Койла (длина 10 км, левый), в водном реестре — река без названия
- река Ляж (правый)

## Данные водного реестра
По данным государственного водного реестра России относится к Камскому бассейновому округу, водохозяйственный участок реки — Вятка от водомерного поста посёлка городского типа Аркуль до города Вятские Поляны, речной подбассейн реки — Вятка. Речной бассейн реки — Кама.
Код объекта в государственном водном реестре — 10010300512111100038262.